# Bougainvillea peruviana
Bougainvillea peruviana är en underblomsväxtart som beskrevs av Aimé Bonpland. Bougainvillea peruviana ingår i släktet Bougainvillea och familjen underblomsväxter. Inga underarter finns listade i Catalogue of Life.

## Bildgalleri

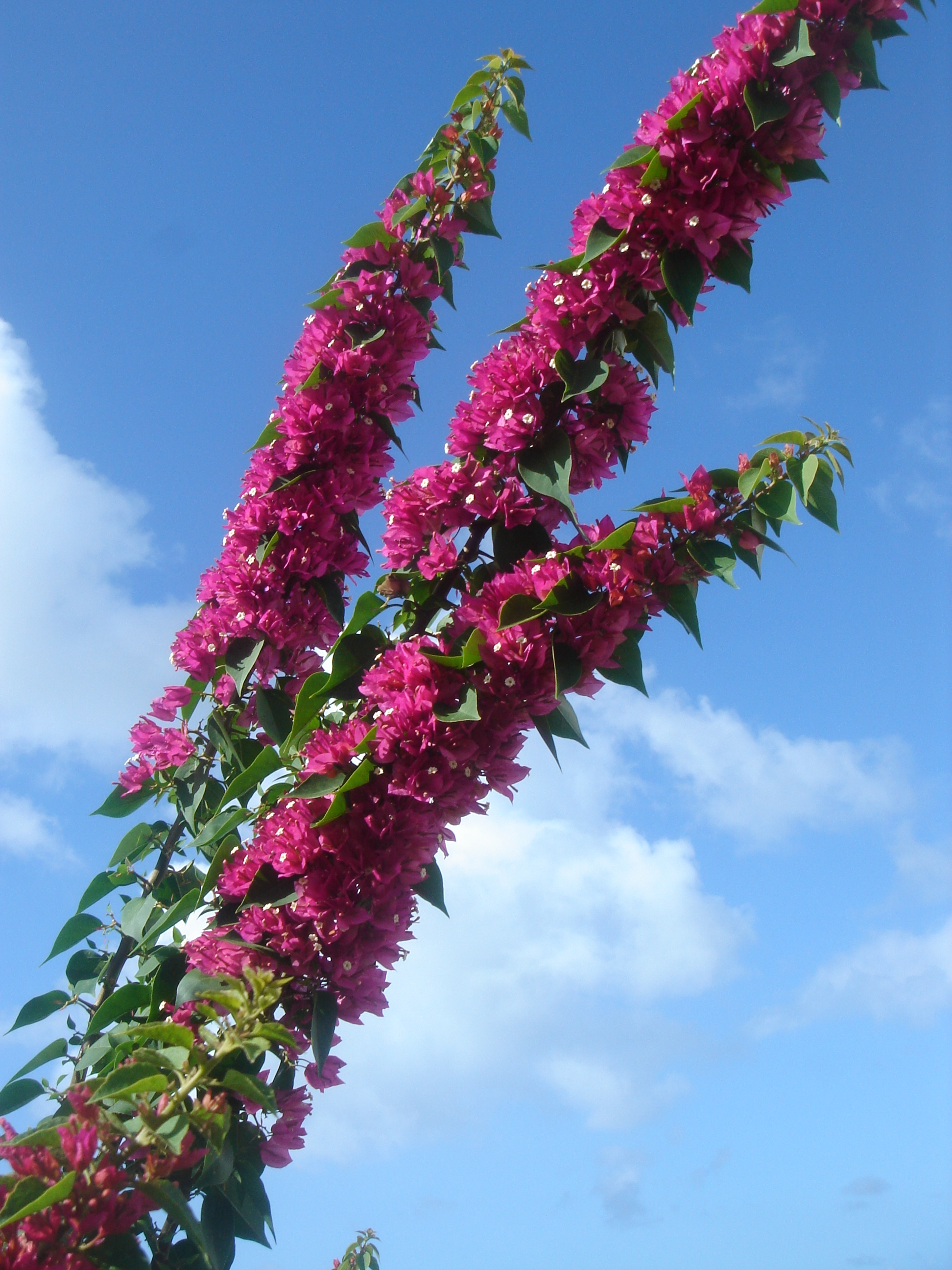